# Music Girls
Ongaku shōjo  (音楽少女?) è un film d'animazione giapponese prodotto dallo Studio Deen per il progetto Anime Mirai 2015. Diretto da Ken'ichi Ishikura, l'anime si inserisce nelle lista di titoli appositamente animati grazie ai fondi dell'Agenzia per gli Affari Culturali del governo giapponese e che prevedono di essere impiegati per l'allenamento di giovani animatori. Assieme agli altri tre titoli prodotti nello stesso anno, il film è stato trasmesso per la prima volta al Tokyo Anime Award Festival il 22 marzo 2015.
Da questo film è derivata nel 2018 una serie televisiva con pochi punti di contatto.

## Film

### Trama
Un giorno, mentre sta andando a scuola, Eri si imbatte in una ragazza che canta tra sé e se. Poco dopo la reincontra a scuola: è la nuova studentessa Haru Chitose e sua nuova coinquilina di camera del collegio scolastico.
Quando l'impicciona Haru scopre la passione per la musica di Eri e che proprio lei ha composto la canzone che sta spopolando su NocoNoco (parodia di Nico Nico), la convince a partecipare al concorso del sito per giovani talenti. Le due, anche assieme all'aiuto della compagna di classe ed amica Sakura, si allenano duramente, compongono la canzone per il concorso e scelgono gli abiti per l'esibizione live.
Una sera per caso Eri scopre che presto l'amica cambierà scuola e si trasferirà. Ferita dal fatto di essere stata tenuta all'oscuro di ciò, la ragazza si allontana bruscamente da Haru e il giorno del concerto lascia sola sul palco l'amica. Solo le parole di Haru e un piccolo scherzetto ai danni della ritrosa Eri, riescono infine a riunire il duo sul palco.

### Personaggi
Eri Kumagai  ( 熊谷絵里 ?,  Kumagai Eri)
Doppiata da Asami Seto
 Haru Chitose ( 千歳ハル ?, Chitose Haru)
Doppiata da Manami Numakura
 Sakura Nakayama (中山 さくら ?, Nakayama Sakura)
Doppiata da Saori Hayami
 Sakata ( 坂田 ?)
Doppiato da Yasuaki Takumi
Insegnante di Eri, Haru e Sakura.

## Serie televisiva
La serie televisiva anime di 12 episodi è andata in onda tra il 6 luglio e il 21 settembre 2018. La sigla di apertura è "Eien Shonen" (Ragazzo Eterno), cantata da Yui Ogura. La sigla finale è "Shining Peace", cantata dalle doppiatrici delle Music Girls, come gruppo omonimo.

### Trama
Hanako Yamadaki torna in Giappone coi suoi genitori, musicisti affermati, coi quali ha finora vissuto negli Stati Uniti. Al suo arrivo in aeroporto incontra un semisconosciuto gruppo musicale di undici idol, le Ragazze in Musica, ed è amore a prima vista. Il manager delle Ragazze in Musica, Ikehashi, fa fare un provino ad Hanako durante le libere audizioni dell'evento, nella speranza che possa entrarne a far parte e rivitalizzare il gruppo, che sta attraversando un periodo di stallo, visto il talento per la danza che lei ha mostrato di avere. Sfortunatamente, Hanako risulta essere stonata come una campana. Tuttavia, Hanako decide di aiutarle comunque, diventando la segretaria delle Ragazze in Musica, aiutandole dietro le scene a risolvere i piccoli e grandi problemi che incontreranno.

### Personaggi
Hanako Yamadaki (山田木 はなこ?, Yamadaki Hanako)
Doppiata da Seria Fukagawa
Sasame Mitsukuri (箕作 沙々芽?, Mitsukuri Sasame)
Doppiata da Karin Takahashi
Miku Nishio (西尾 未来?, Nishio Miku)
Doppiata da Miho Okazaki
Hiyo Yukino (雪野 日陽?, Yukino Hiyo)
Doppiata da Yūko Ōno
Shupe Gushiken (具志堅 シュープ?, Gushiken Shūpu)
Doppiata da Miyuri Shimabukuro
Roro Morooka (諸岡 ろろ?, Morooka Roro)
Doppiata da Nako Eguchi
Kotoko Kintoki (金時 琴子?, Kintoki Kotoko)
Doppiata da Lynn
Uori Mukae (迎 羽織?, Mukae Uori)
Doppiata da Yui Ogura
Kiri Mukae (迎 桐?, Mukae Kiri)
Doppiata da Sumire Uesaka
Haru Chitose (千歳 ハル?, Chitose Haru)
Doppiata da Manami Numakura
Eri Kumagai (熊谷 絵里?, Kumagai Eri)
Doppiata da Asami Seto
Sarasa Ryuō (竜王 更紗?, Ryuō Sarasa)
Doppiata da Mai Fuchigami

### Episodi
| Nº | Titolo italiano (traduzione letterale) Giapponese 「Kanji」 - Rōmaji                                                                | In onda           | In onda |
| Nº | Titolo italiano (traduzione letterale) Giapponese 「Kanji」 - Rōmaji                                                                | Giapponese        |         |
| 1  | Una idol su un milione 「100億人に一人のアイドル」 - 100 Oku-ri ni hitori no aidoru                                                 | 6 luglio 2018     |         |
| 2  | Non prendere le idol alla leggera! 「アイドルなめんな」 - Aidoru namen na                                                           | 13 luglio 2018    |         |
| 3  | Idol, cuore, risonanza! 「アイドル心共鳴」 - Aidoru kokoro kyōmei                                                                   | 20 luglio 2018    |         |
| 4  | Idol nude! 「はだかのアイドル」 - Hadaka Aidoru                                                                                     | 27 luglio 2018    |         |
| 5  | Il ricettario della idol 「アイドルのレシピ」 - Aidoru no reshipi                                                                   | 3 agosto 2018     |         |
| 6  | La carne e le idol 「ニクとアイドル」 - Niku to aidoru                                                                              | 10 agosto 2018    |         |
| 7  | Caricare le lacrime da idol su un aeroplano... 「アイドルの涙は紙飛行機に乗せて...」 - Aidoru no namida wa kami hikōki ni nosete... | 17 agosto 2018    |         |
| 8  | Can't Stop the Idols 「can't stop IDOL」                                                                                            | 24 agosto 2018    |         |
| 9  | Essere una idol non è facile 「アイドルはつらいよよ」 - Aidoru wa tsurai yo yo                                                      | 31 agosto 2018    |         |
| 10 | Una canzone, una giovane ragazza & una idol 「歌と少女とアイドル」 - Uta to shōjo to aidoru                                         | 7 settembre 2018  |         |
| 11 | La idol definitiva 「最後のアイドル」 - Saigo no aidoru                                                                             | 14 Settembre 2018 |         |
| 12 | Un pezzo di idol 「アイドルの一片（ピース）」 - Aidoru no ippen (pīsu)                                                              | 21 settembre 2018 |         |